# Rißbach
Rißbach là một con suối ở Tirol, Áo và Bayern, Đức. Nguồn của nó là ở  Dãy núi Karwendel ở Áo. Nó chảy qua thung lũng Rißtal, và chảy vào sông Isar ở Vorderriß, Lenggries, Oberbayern, Đức.
Nó có nguồn gốc là nơi hợp lưu của một số dòng suối nguồn trong Enger Grund của công viên tự nhiên Hinterriß-Eng ở Karwendel, Tirol. Cách Hinterriß vài km về phía bắc, con suối hoang dã băng qua biên giới đến Oberbayern và chảy vào sông Isar tại Vorderriß gần hồ chứa nước nhân tạo Sylvensteinsee. Để tăng lượng nước có sẵn cho nhà máy điện Walchensee, nước từ Rißbach đã được cung cấp cho nhà máy điện Niedernach phía trên hợp lưu với Isar từ năm 1951 thông qua đường hầm Rißbach dài khoảng bảy km và sau đó được dẫn vào Walchensee .
Vì lượng mưa vào mùa đông chủ yếu rơi dưới dạng tuyết, nên Rissbach mang theo rất nhiều nước khi tuyết tan vào mùa xuân và đầu mùa hè. Lòng suối ở hạ lưu rộng khoảng 300 mét. Các lớp trầm tích lắng đọng ở đây tạo thành những bãi cát sỏi lớn thay đổi linh hoạt.
Vào tháng 9 năm 2014, các biện pháp cải tiến mở rộng nhằm khôi phục tình trạng ban đầu của Rissbach như một phần của dự án kéo dài hai năm đã được hoàn thành.
Rissbach là một trong những dòng nước hoang dã được ưa thích nhất ở Bayern dành cho những người đam mê thể thao chèo theo dòng nước hoang dã.

## Dòng chảy
- Enger Grund (tập hợp nhiều nguồn nước)
- Großer Ahornboden
- Rißtal tại làng Hinterriß
- Tại Vorderriß Rißbach chạy vào sông Isar

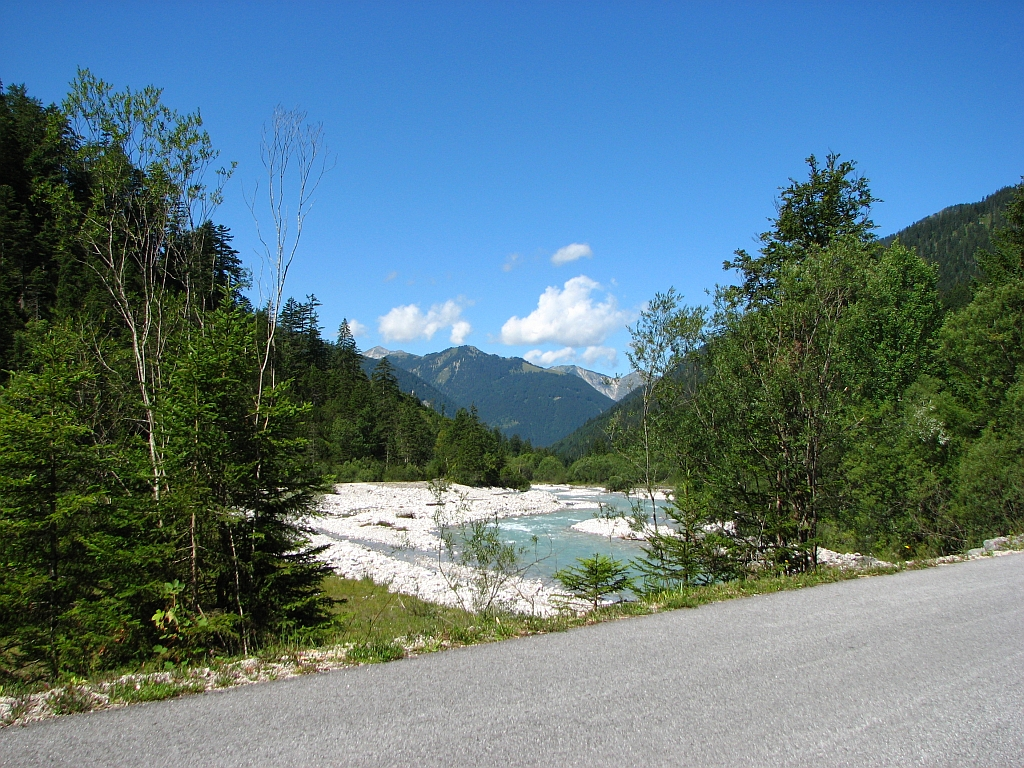
Nhìn từ Kreuzbrücke tới Hinterriß
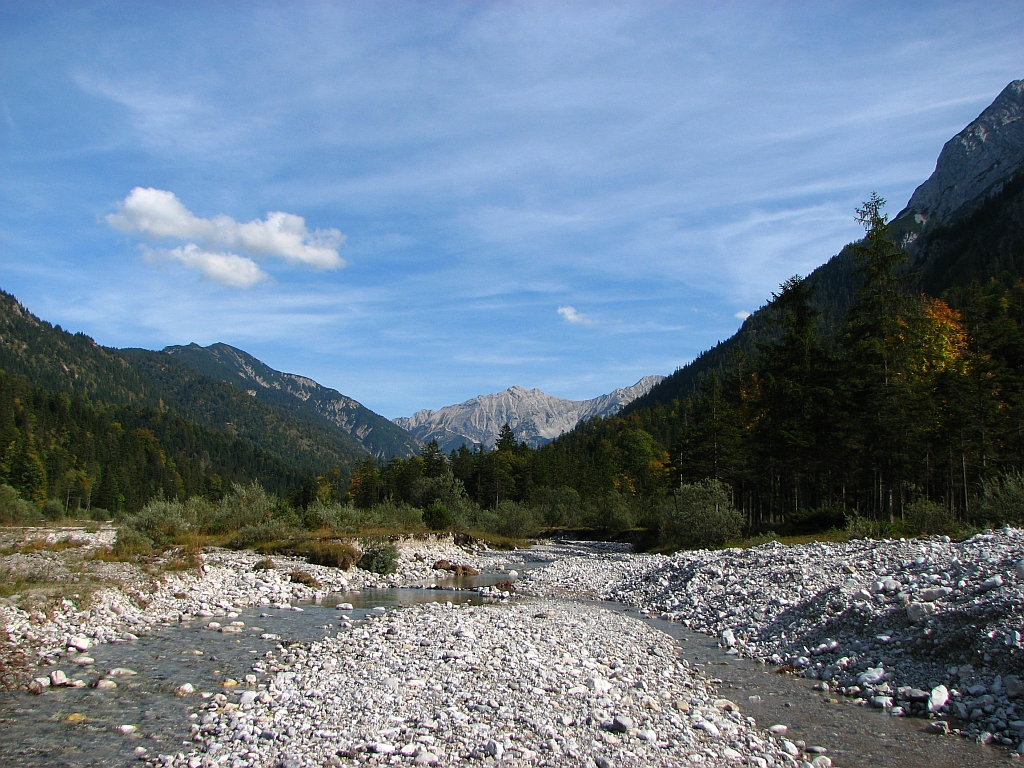
Nhìn tới Sonnjochgruppe
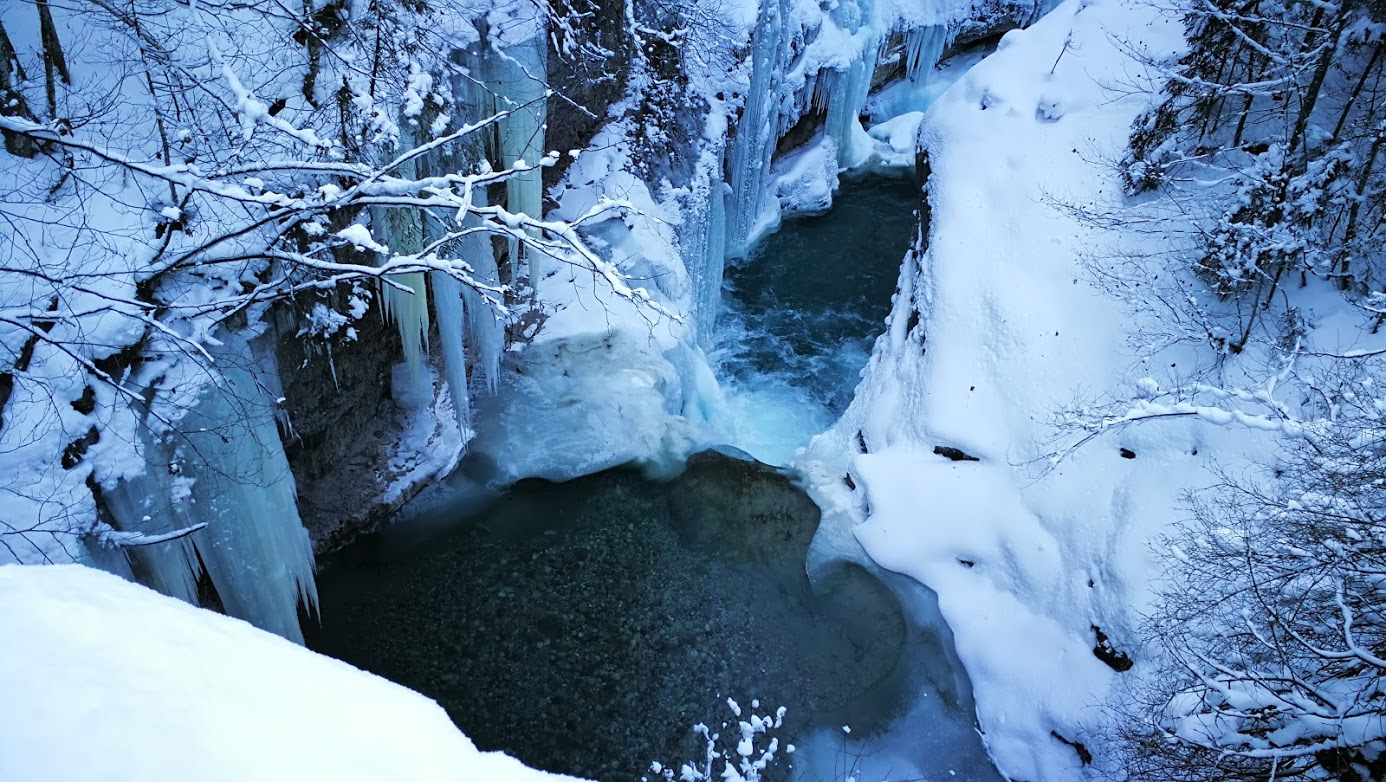
Rißbach tại cầu biên giới Bayern/Tirol